# 4438-as mellékút (Magyarország)
A 4438-as számú mellékút egy közel 15 kilométer hosszú, négy számjegyű országos közút Békés vármegyében; Lőkösháza térségétől húzódik Kunágota irányába. Több település határát is érinti, de közülük Dombiratosnak ez az egyedüli közúti megközelítési útvonala.

## Nyomvonala
Lőkösháza külterületén, a központtól mintegy 3 kilométerre északra ágazik ki a Gyula-Mezőhegyes közti 4444-es útból, annak 21,350-es kilométerszelvénye közelében, nagyjából délnyugati irányba. Másfél kilométer után lép át a Gyulai járásból a Mezőkovácsházai járás, ezen belül Kevermes területére; a település lakott területeit azonban nem érinti, azoktól nagyjából egy kilométerre északra halad el.
5. kilométere után keresztezi a Kevermestől Orosházáig vezető 4429-es utat, amely itt kevéssel a második kilométere előtt jár. 7,2 kilométer után eléri Nagykamarás déli határszélét, innen egy darabig a határvonalat kíséri, majd 7,7 kilométer megtételét követően elhalad az előbbi két település és Dombiratos hármashatára mellett. Kevéssel ezután, még a 8. kilométere előtt beér ez utóbbi község belterületére, ahol a Béke utca nevet veszi fel. 8,5 kilométer után, a központban kiágazik belőle déli irányban egy alsóbbrendű mellékút (Széchenyi utca), 44 142-es számozással, a település déli része felé; 9,2 kilométer után pedig elhagyja Dombiratos legnyugatibb házait is.
A 10,450-es kilométerszelvénye táján éri el Kunágota határszélét, egy darabig a határvonalat kíséri, majd a 11. kilométere után teljesen kunágotai területre lép. Ott néhány kilométeren belül két markáns iránytörése következik, így majdnem északi irányban halad, amikor beér a település házai közé. Ott az Árpád utca nevet veszi felé, és így ér véget, beletorkollva a 4437-es útba, annak 6,900-as kilométerszelvénye táján.
Teljes hossza, az országos közutak térképes nyilvántartását szolgáló kira.gov.hu adatbázisa szerint 14,702 kilométer. [A kira.gov.hu térképe jelöli a 4438-as útszámot még a 4437-es keresztezésétől északra is, ez alapján elképzelhető, hogy az út korábban egészen Kunágota, Magyarbánhegyes és Medgyesegyháza hármashatáráig húzódott, de Kunágotától északabbra eső szakasza ma csak szilárd burkolat nélküli mezőgazdasági útként húzódik; nem tünteti fel azt a szakaszt a Cartographia 1970-es kiadású Magyarország autóatlasza 1:525 000 című térképe sem.]

## Települések az út mentén
- Lőkösháza
- Kevermes
- Nagykamarás
- Dombiratos
- Kunágota